# Hans Germann
Hans Germann (der «Batzenhammer» genannt, * vor 1500; † um 1550) war Söldnerführer und von 1532 bis 1540 Landvogt im Toggenburg.

## Leben

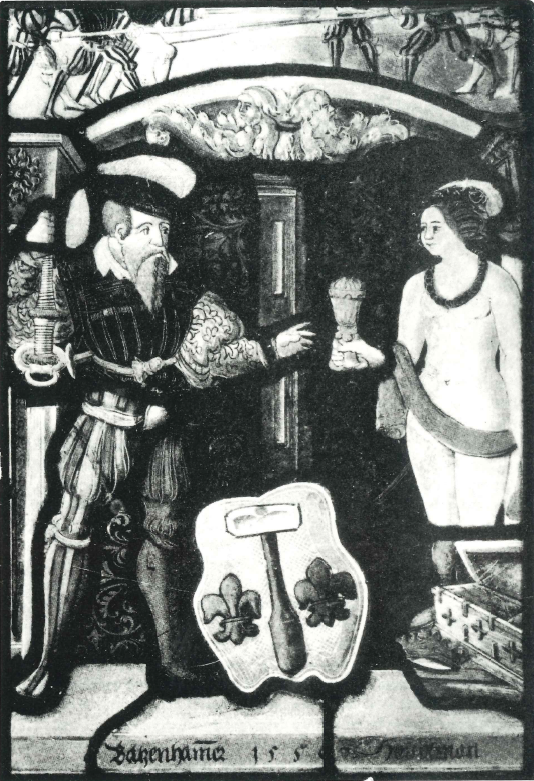
Wappenscheibe von 1550 des Hauptmanns Hans Germann auf Burg Kreuzenstein

Germann war Sohn des Johannes Germann, Obervogt zu Lütisburg, und Bruder des späteren Fürstabts von St. Gallen, Kilian Germann, sowie des Gallus Germann (ebenfalls Obervogt zu Lütisburg). Er stand als Offizier viele Jahre in Diensten der französischen Krone. Nach seiner Rückkehr in die Heimat unterstützte er seinen Bruder, Fürstabt Kilian Germann, während den Reformationswirren. Zeitgenossen beschrieben Hans Germann als «einen handfesten, tapfern, dabei aber rauen, leichtfertigen Kriegsgesellen, der viele seiner Mitlandleute um schnöden Gold an Frankreich verkauft» habe.
Von Hans Germann sind mehrere Bildnisse überliefert, eines davon ein Glasgemälde von 1550, welches sich auf Burg Kreuzenstein an der Donau in der Nähe von Wien befindet.